# Okręg wyborczy Barnsley Central
Okręg wyborczy Barnsley Central powstał w 1983 i wysyła do brytyjskiej Izby Gmin jednego deputowanego. Okręg obejmuje większą część miasta Barnsley w południowym Yorkshire.

## Deputowani do Izby Gmin z okręgu Barnsley Central
| Wybory | Deputowany   | Partia       |
| ------ | ------------ | ------------ |
| 1983   | Roy Mason    | Partia Pracy |
| 1987   | Eric Illsley | Partia Pracy |
| 2011   | Dan Jarvis   | Partia Pracy |